# Müssen (Lage)
Müssen ist ein Ortsteil der lippischen Stadt Lage in Nordrhein-Westfalen. Bis zur Eingemeindung nach Lage am 1. Januar 1970 war Müssen eine selbstständige Gemeinde.

## Geschichte

### Ortsname
Müssen wurde 1245 erstmals als Musne schriftlich erwähnt.
Folgende Schreibweisen sind im Laufe der Jahrhunderte ebenfalls belegt: Můssen (um 1340), Musse (1395 und 1409), Muss (1448), Mussen (1467, im Landschatzregister), Missen (1486/87, im Schadensverzeichnis), Mutzen und Mußen (1617, in den Salbüchern) sowie Müssen (ab 1673).

## Religion
Die überwiegend evangelisch-reformierte Bevölkerung gehört zur Evangelisch-reformierten Kirche in Hörste-Stapelage. 

## Sport
Der TuS Müssen-Billinghausen wurde 1919 gegründet und macht Sportangebote im Breitensport und im Handball.
1951 wurde der BSV Müssen gegründet. Bekannt wurde der Verein in den 1990er Jahren im Frauenfußball. Die Mannschaft spielte damals in der Regionalliga-West, unter anderem mit der Spielerin Kerstin Nolte.

## Bildung
Der örtliche Kindergarten in Müssen befindet sich in kommunaler Trägerschaft.

## Persönlichkeiten
Folgende Personen wurden in Müssen geboren:
- Erhard Drews (* 1952), Generalmajor des Heeres